# AppleVision
Ne doit pas être confondu avec Apple Vision Pro.
Plusieurs écrans externes fabriqués par Apple dans les années 1990 ont porté le nom d'AppleVision. Il s'agit d'une gamme d'écrans de type tube cathodique CRT. La gamme a marqué la fin de l'ère des écrans monochrome chez Apple.   

## Histoire
Le premier modèle de la gamme fut lancé le 1er août 1993, sous le nom Apple AudioVision. Il a accompagné la gamme des premiers Power Macintosh en 1994. Le moniteur a un écran 14 pouces d'une résolution de 640 × 480 pixels, des haut-parleurs intégrés, un microphone et des boutons de commande. La commercialisation de se modèle s'arrêta le 14 octobre 1995.
Le 16 décembre 1995, les monitors AppleVision 1710 et 1710AV furent lancés. Ils apportent des écrans plus grands avec une diagonale de 17 pouces et avec une meilleure résolution de 1 280 x 1 024 pixels.
Le 5 mai 1997, les modèles AppleVision 750 et 750AV furent lancés en remplacement des 1710. Toujours avec des écrans de 17 pouces et d'une résolution de 1 280 x 1 024 pixels, ils apportent la prise en charge de la technologie ColorSync. Les modèles 750 furent d'ailleurs renommés Apple ColorSync par la suite.
Les modèles AppleVision 850 et 850AV accompagnent le lancement des 750 mais avec des écrans de 20 pouces et une résolution supérieure de 1 600 x 1 200 pixels. Il s'agit des derniers modèles à porter le nom AppleVision. Ils sont associés comme écran pour les Power Macintosh G3 haut de gamme de 1997.
Par la suite, la gamme AppleVision (renommée Apple ColorSync) est remplacée par la nouvelle gamme Apple Studio Display, qui marque l'arrivée de l'ère des écrans plats chez Apple.